# Distoleon sjostedti
Distoleon sjostedti là một loài côn trùng trong họ Myrmeleontidae thuộc bộ Neuroptera. Loài này được van der Weele miêu tả năm 1910.